# Formellt system
Ett formellt system, även kallat axiomatiskt system, är ursprungligen en symbolisk representation av en matematisk teori. En uppsättning axiom formuleras i ett begränsat symboliskt språk och med hjälp av bestämda härledningsregler kan därefter vissa formler härledas. Sådana härledbara formler kallas teorem. Även axiomen själva räknas som teorem.
Det finns formella system för första ordningens logik, satslogik, modallogik, relationell logik etc. Det finns också formella system, som ZF och ZFC, som formaliserar mängdteori genom att omfatta både första ordningens logik och ett antal mängdteoretiska axiom.
Inget hindrar att man skapar ett formellt system utan att ha en matematisk teori i åtanke. Det formella systemet har då en närmast kombinatorisk tolkning. Ett exempel på ett sådant system är om man tar följande formler som axiom:
1. AB
2. CB

och inför följande "härledningsregler":
1. På alla ställen där det står B får man lägga till B direkt efter.
2. Man får ta bort C var man vill.

Då är "formeln" BBB härledbar:
-(A2)→ CB
-(H1)→ CBB
-(H1)→ CBBB
-(H2)→ BBB
Den här typen av formella system har visst intresse i datorvetenskap och som verktyg inom matematisk logik, men det filosofiska intresset är begränsat.